# José Vento González
José Vento González (Quart de Poblet, província de València, 11 de gener del 1940 – Quart de Poblet, la província de València, 21 de març del 2013), més conegut pel nom artístic de Vento González, ja que sempre signava amb els seus cognoms, va ser un pintor i escultor valencià, conegut per barrejar l'art figuratiu amb l'abstracte, així com per crear una peculiar subcategoria d'art plàstic anomenat cartronatge. En la seva dilatada carrera, va conrear altres disciplines com la ceràmica, l'escultura i el gravat.
Es va dedicar a l'educació secundària i superir fins a l'any 2000, en el que es va jubilar. A partir de la jubilació es va començar a dedicar-se exclusivament a la pintura i l'escultura. Va morir el 21 de març de 2013.
Va ser homenatjat oficialment per l'Ajuntament de Quart de Poblet, amb la col·laboració d'amics i familiars el 21 de març de 2014, amb motiu de la commemoració d'un any de la mort de l'artista, a l'Auditori Municipal "Molí de Vila".
En 2019, es canvia de nom el carrer de Jaume Balmes del seu municipi natal a Carrer de l'Artista José Vento González.

## Biografia
Va ser catedràtic de Batxillerat i professor de Belles Arts a la Facultat de Belles Arts de Sant Carles de València, així com professor de ceràmica a la Escola de Ceràmica de Manises. Va compaginar el treball de docent amb la creació artística i la mostra en diverses exposicions fins las seva jubilació, moment en què va començar a dedicar-se íntegrament a l'art.
Va realitzar exposicions per Espanya i l'estranger. Algunes de les exposicions més prestigioses en les quals va participar van ser l'Exposició Bienal de Barcelona (1960), Exposició en el Palacio de los Guzmanes, Diputació de León (1963), Exposició Nacional de BB.AA. al Palau del Retiro de Madrid (1964), XIV Saló de gravat, Madrid (1964), Exposició Itinerant "Camino de Santiago", Direcció general de BB.AA. (1965), al Palau de la Generalitat Valenciana diverses pintures, gravats i dibuixos (1965), en Altea, a la Galeria Alcoiarts (1973), Exposició d'Art al Saló Internacional de les Naciones, París, França (1984), Premis Saló Primavera (1985) Caixa d'Estalvis de València, Ajuntament de València, Exposició col·lectiva al Anuari Internacional de l'Art de Frankfurt, Alemania (1996), Exposició Fira d'Art, Barcelona (1997), Exposició en la Sala Parpalló de València (Museus de la Comunitat Valenciana) de València (1999), Exposició de la Fire Internacional de l'Art de València INTERARTE (Edicions 1994-98, 2000-04), Exposició Retrospectiva, Museu de les Reials Drassanes de València (2005) i Exposició Feria d'Art, Palau de Congressos de Madrid (2005-08), Exposició en el Palau de Pimentel de Valladolid (2011), Sala Lametro, Generalitat Valenciana (2013).
També va participar en les exposicions anuals ARCO de Madrid.
D'entre les obres en llocs públics més importants, podem destacar els següents:
- Monument en bronze per a la Biblioteca de València, antic Monestir de Sant Miquel dels Reis.[cal citació]
- Monument a la Constitució espanyola de 1978, Quart de Poblet.[cal citació]

A més d'aquestos emplaçaments, la seva obra també figura en gran quantitat d'institucions públiques tals com: Museu d'Art Contemporani de Vilafamés, Biblioteca Nacional de Madrid, Palau de la Generalitat Valenciana, Col·lecció Bancaixa de València, Diputació de València, Diputació de Valladolid, Ajuntament de Sogorb, Ajuntament de Quart de Poblet, Manises, Paterna, Don Benito, Museu Fundació Max Aub de Sogorb, així com en col·leccions privades nacionals i internacionals.

## Obra
Podem considerar que la seva obra artística adulta va començar als anys 1960, encara que des de la dècada dels 50 dibuixava i sentia interès per les diverses formes d'art. La major part de la seva obra - pintura, escultura i gravat - es figurativa, però en moltes ocasions es va deixar portar per l'art abstracte.
La seva aportació innovadora més gran va ser una tècnica nova de creació plàstica, anomenada cartronatge, fent ús d'envasos i caixes de cartró de productes quotidians comuns, pintant-les respresentant diverses figures entre humanes i imaginàries, combinant-les en el desenvolupament d'un embolcall de catró.
Sobretot durant els seus últims anys de vida va començar a distorsionar cada vegada més l'art figuratiu, per anar apropant-se a l'estil abstracte, sobretot quant a pintura; d'aquí podríem dir que era un figurativisme abstracte. Una part important de la seva obra artística i escultòrica tracta sobre temes tals com la guerra, la opressió, el sofriment i les injustícies producte del ésser humà.
Per altra banda, també mostra obra alegre i jolglòrica, en la que els temes centrals giren entorn a la dansa i la música, el carnaval i l'amor; respecte a aquest últim, cal assenyalar que la figura de la dona i el tema de la feminitat juguen un papel transcendent a la seva obra, així com sovint mostra cossos nus semiabstractes en representació de la naturalesa i la vitalitat humanes.
D'acord amb les opinions de crítics i coneguts, es pot dir que sempre intentava mostrar la seva obra des d'un punt de vist "molt humà" i de denúncia social en una part important de la obra.
Finalment, cap destacar que també va realitzar multitud de gravats i ceràmiques. No obstant això, podem dir que ambdues tècniques van tenir moltíssima més influència al començament de la seva vida artística, donat que va ser professor a la Escola de Ceràmica de Manises i pensionat de gravat de la Diputació de València.